# Баунаталь
Баунаталь (нім. Baunatal) — місто в Німеччині, знаходиться в землі Гессен. Підпорядковується адміністративному округу Кассель. Входить до складу району Кассель.
Площа — 38,27 км2. Населення становить 27 915 ос. (станом на 31 грудня 2020).

## Галерея

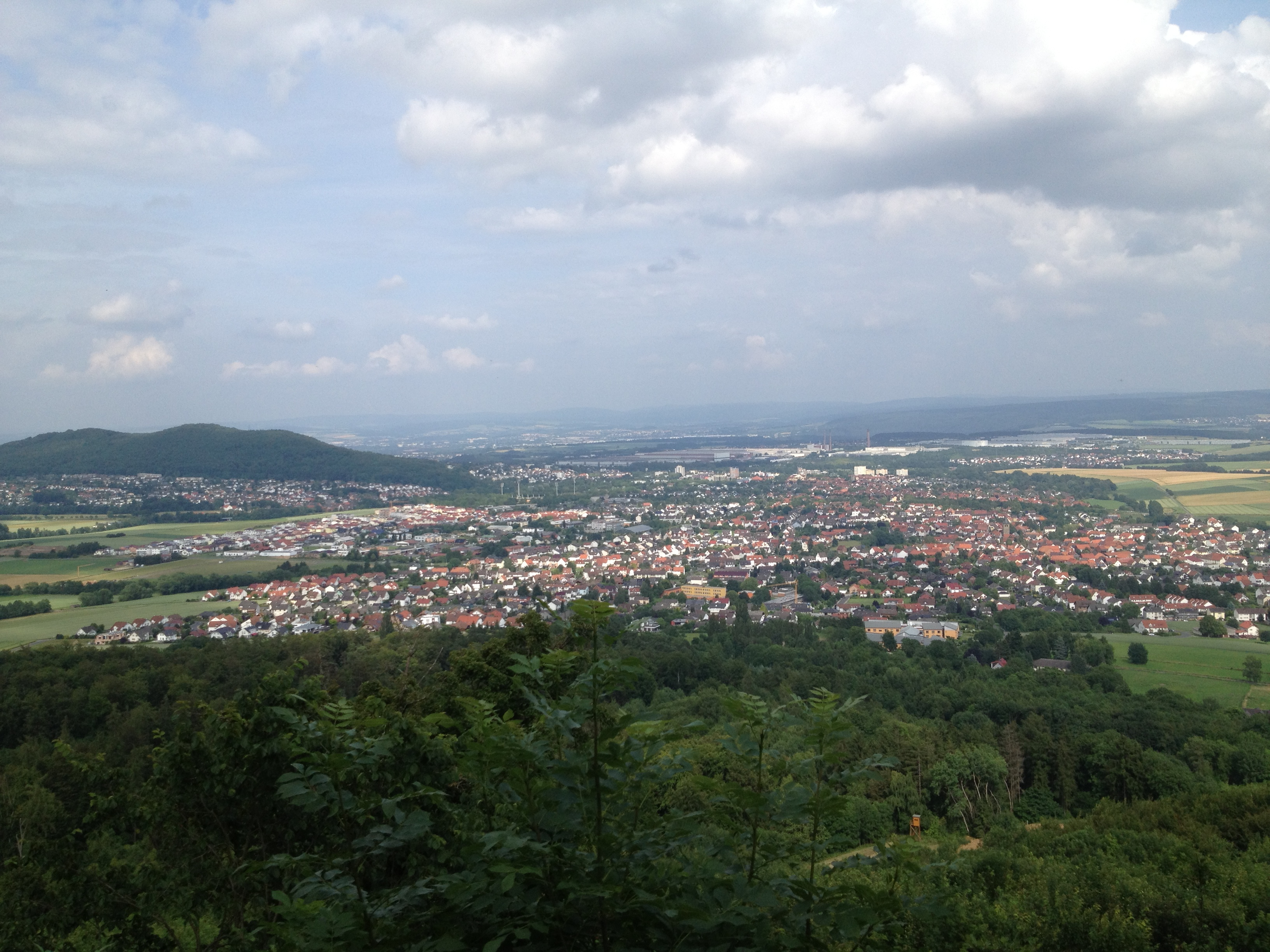
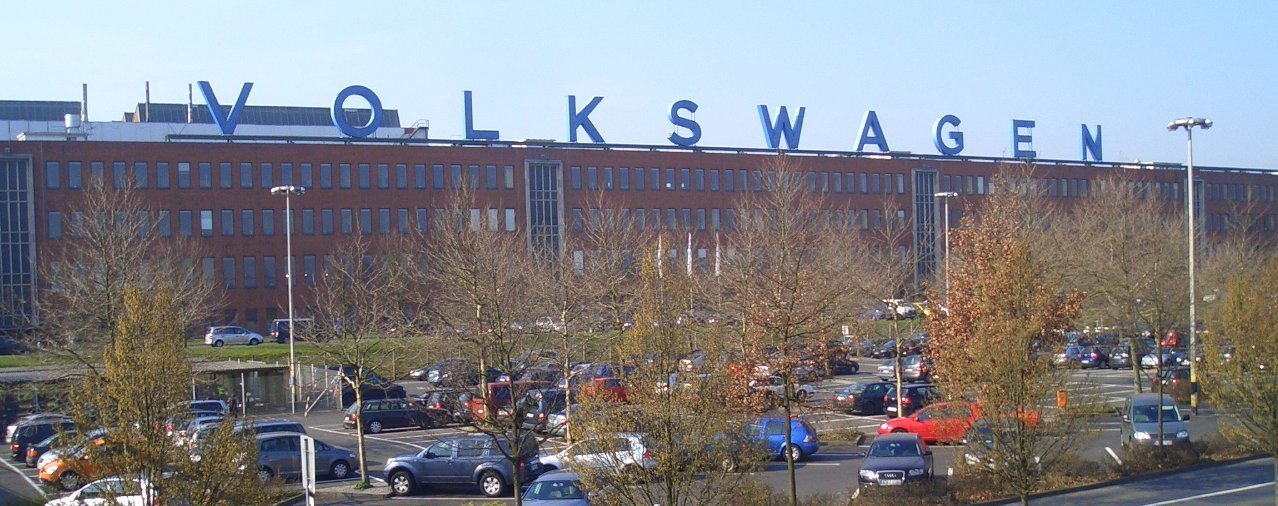
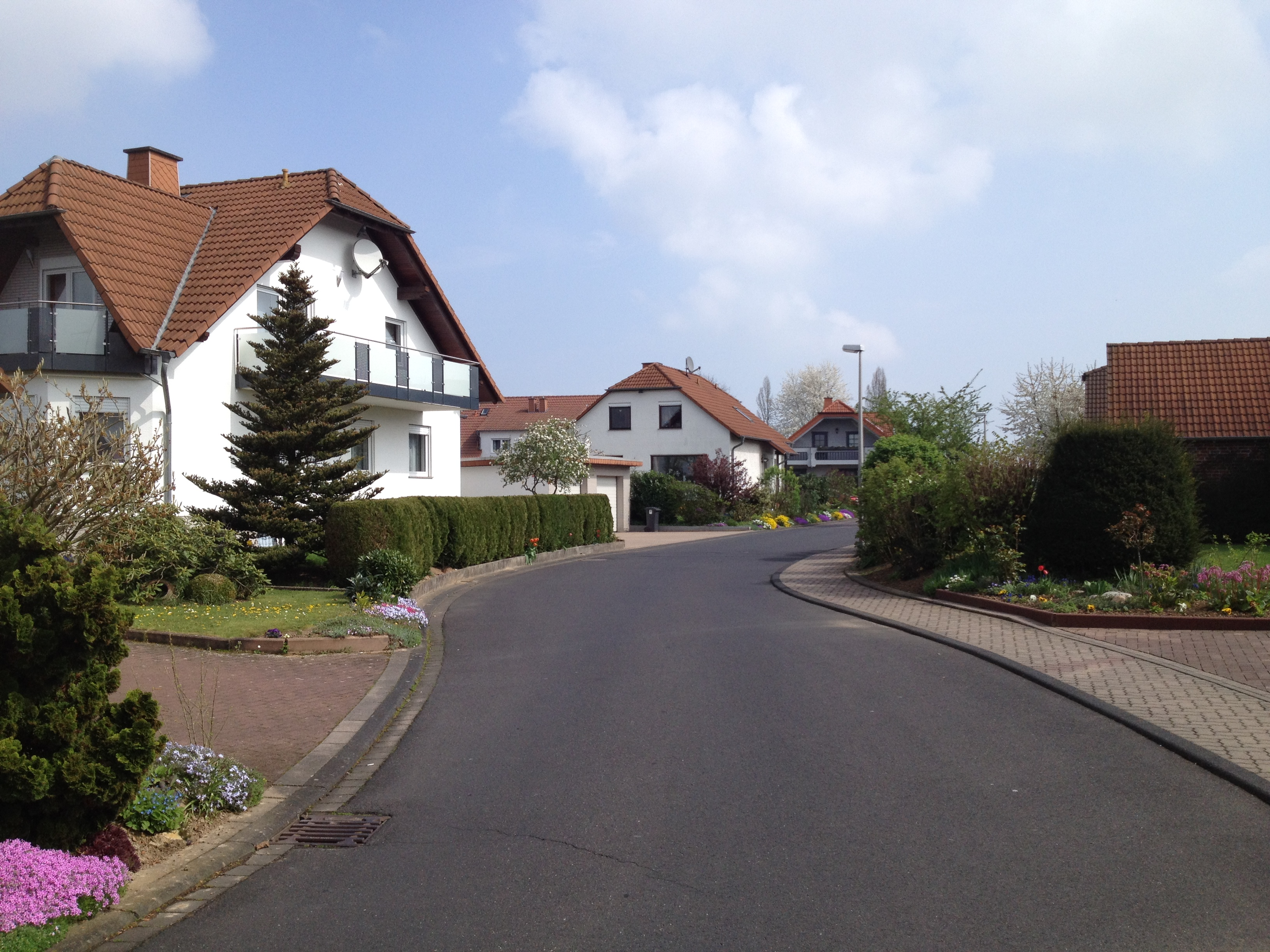
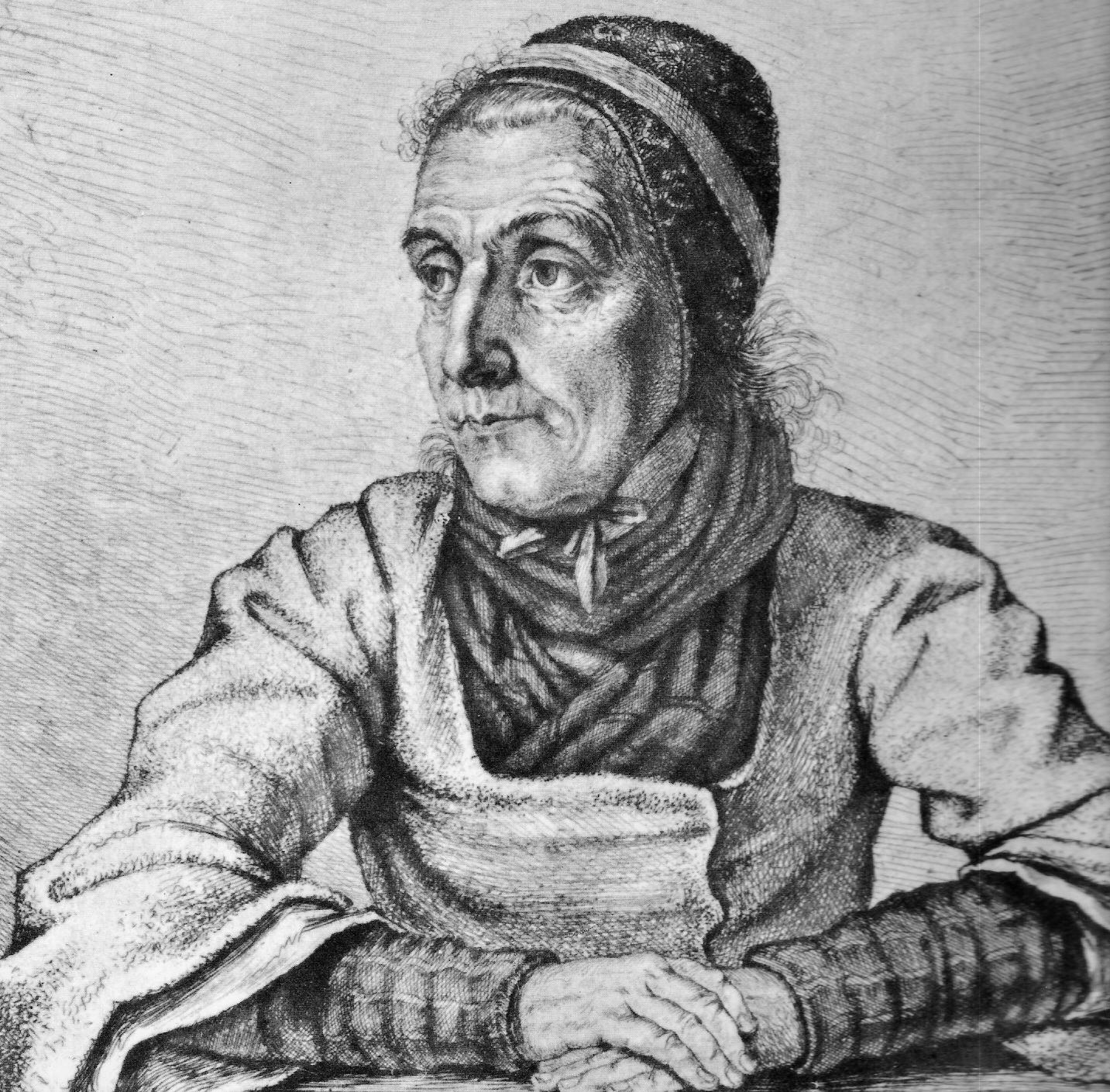
Оповідачка Доротея Віманн народилася в селі Ренгерсгаузен[de], яке вже за її життя стало частиною Баунаталя.
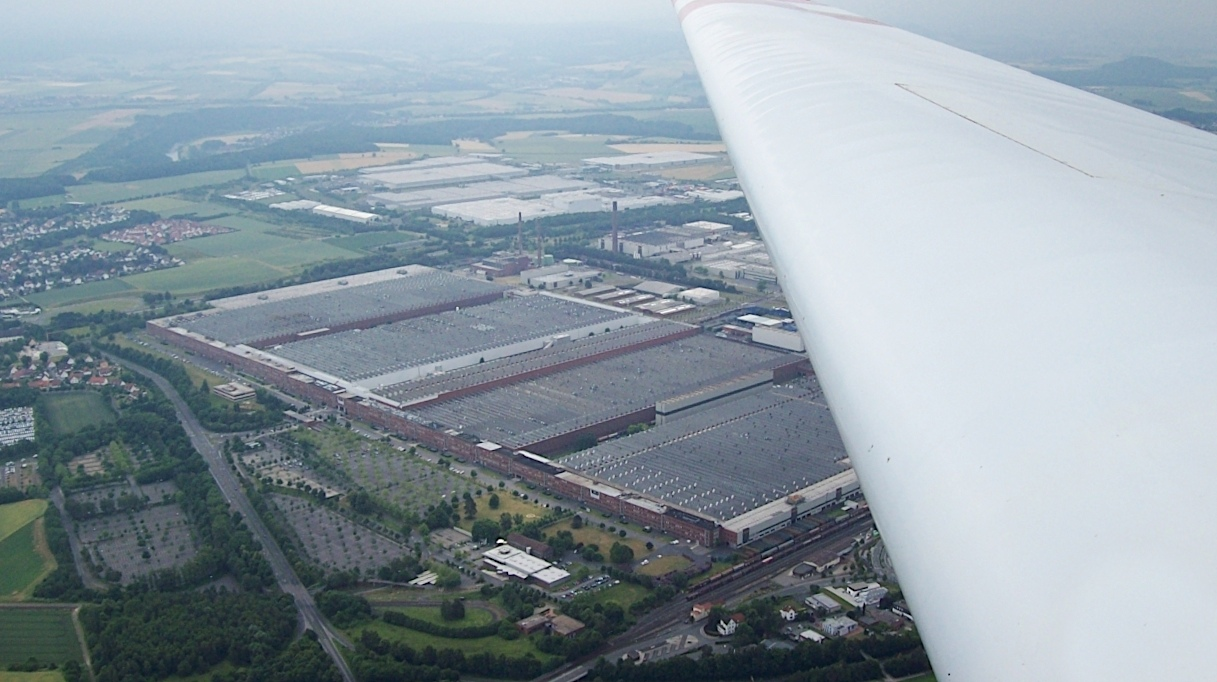
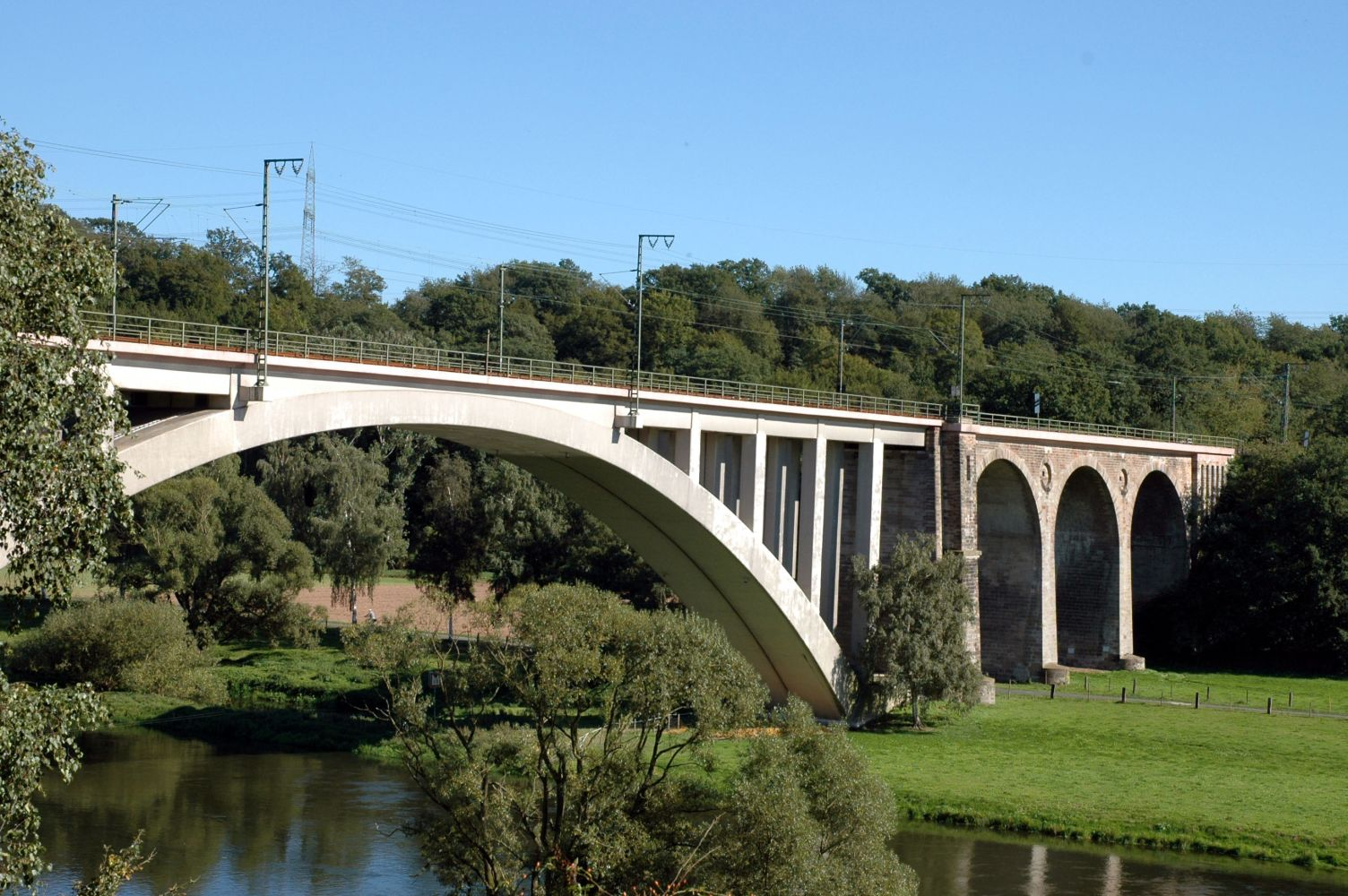